# Edward Wolff
Edward Wolff (Varsòvia, Polònia, 15 de setembre, 1816 - París, França, 16 d'octubre, 1880) fou un pianista i compositor polonès.
Estudià en la seva ciutat natal i a Viena i als dinou anys anà vers la capital de França, on residí tota la seva vida.
Fou molt amic de Chopin, amb el qual va compartir amb ell la supremacia pianística i fou molt apreciat com a compositor i professor.
Deixà nombrosos estudis per a piano, en els que si nota la influència de Chopin; un Concert pel mateix instrument; 32 duets per a piano i violí, escrits amb col·laboració amb Bériot i 8 amb Vieuxtemps.